# Meridià 101 a l'oest
El meridià 101 a l'oest de Greenwich és una línia de longitud que s'estén des del pol Nord travessant l'oceà Àrtic, Amèrica del Nord, el Golf de Mèxic, l'oceà Pacífic, l'oceà Antàrtic, i l'Antàrtida fins al pol Sud.
El meridià 101 a l'oest forma un cercle màxim amb el meridià 79 a l'est. Com tots els altres meridians, la seva longitud correspon a una semicircumferència terrestre, uns 20.003,932 km. Al nivell de l'Equador, és a una distància del meridià de Greenwich de 11.243 km.

## De Pol a Pol
Començant en el pol Nord i dirigint-se cap al pol Sud, aquest meridià travessa:
| Coordenades                               | País, territori o mar        | Notes |
| ----------------------------------------- | ---------------------------- | --- |
| 90° 0′ N, 101° 0′ O / 90.000°N,101.000°O  | Oceà Àrtic                   | |
| 79° 52′ N, 101° 0′ O / 79.867°N,101.000°O | Canal de Peary               | |
| 78° 44′ N, 101° 0′ O / 78.733°N,101.000°O | Canadà                       | Nunavut - illa d'Ellef Ringnes |
| 78° 10′ N, 101° 0′ O / 78.167°N,101.000°O | Estret de Danish             | |
| 77° 47′ N, 101° 0′ O / 77.783°N,101.000°O | Canadà                       | Nunavut - illa King Christian |
| 77° 43′ N, 101° 0′ O / 77.717°N,101.000°O | Cos d'aigua sense nom        | |
| 76° 43′ N, 101° 0′ O / 76.717°N,101.000°O | Canadà                       | Nunavut - illa Helena |
| 76° 36′ N, 101° 0′ O / 76.600°N,101.000°O | Estret de Sir William Parker | |
| 76° 30′ N, 101° 0′ O / 76.500°N,101.000°O | May Inlet                    | |
| 76° 14′ N, 101° 0′ O / 76.233°N,101.000°O | Canadà                       | Nunavut - illa Bathurst |
| 75° 36′ N, 101° 0′ O / 75.600°N,101.000°O | Canal de Parry               | Canal del Vescomte Melville |
| 73° 48′ N, 101° 0′ O / 73.800°N,101.000°O | Canadà                       | Nunavut - Illa del Príncep de Gal·les |
| 73° 17′ N, 101° 0′ O / 73.283°N,101.000°O | Badia d'Ommanney             | |
| 72° 44′ N, 101° 0′ O / 72.733°N,101.000°O | Canadà                       | Nunavut - Illa del Príncep de Gal·les |
| 72° 12′ N, 101° 0′ O / 72.200°N,101.000°O | Estret de M'Clintock         | Passa a l'oest de l'illa Gateshead, Nunavut, Canadà |
| 70° 12′ N, 101° 0′ O / 70.200°N,101.000°O | Canadà                       | Nunavut - illa Victòria i illa Admiralty |
| 69° 27′ N, 101° 0′ O / 69.450°N,101.000°O | Estret Victoria              | |
| 69° 5′ N, 101° 0′ O / 69.083°N,101.000°O  | Golf de la Reina Maud        | |
| 67° 46′ N, 101° 0′ O / 67.767°N,101.000°O | Canadà                       | Nunavut Manitoba - des de 60° 0′ N, 101° 0′ O / 60.000°N,101.000°O |
| 49° 0′ N, 101° 0′ O / 49.000°N,101.000°O  | Estats Units                 | Dakota del Nord Dakota del Sud - des de 45° 57′ N, 101° 0′ O / 45.950°N,101.000°O Nebraska - des de 43° 0′ N, 101° 0′ O / 43.000°N,101.000°O Kansas - des de 40° 0′ N, 101° 0′ O / 40.000°N,101.000°O Oklahoma - des de 37° 0′ N, 101° 0′ O / 37.000°N,101.000°O Texas - des de 36° 30′ N, 101° 0′ O / 36.500°N,101.000°O |
| 29° 21′ N, 101° 0′ O / 29.350°N,101.000°O | Mèxic                        | Coahuila Nuevo León - des de 26° 32′ N, 101° 0′ O / 26.533°N,101.000°O Coahuila - des de 26° 9′ N, 101° 0′ O / 26.150°N,101.000°O Zacatecas - des de 24° 34′ N, 101° 0′ O / 24.567°N,101.000°O San Luis Potosí - des de 24° 23′ N, 101° 0′ O / 24.383°N,101.000°O (passa a l'oest de la ciutat de San Luis Potosí) Guanajuato - des de 21° 46′ N, 101° 0′ O / 21.767°N,101.000°O Michoacán - des de 20° 4′ N, 101° 0′ O / 20.067°N,101.000°O estat de Guerrero - des de 18° 30′ N, 101° 0′ O / 18.500°N,101.000°O |
| 17° 15′ N, 101° 0′ O / 17.250°N,101.000°O | Oceà Pacífic                 | |
| 60° 0′ S, 101° 0′ O / 60.000°S,101.000°O  | Oceà Antàrtic                | |
| 71° 52′ S, 101° 0′ O / 71.867°S,101.000°O | Antàrtida                    | Territori no reclamat |